# رشتة دزيرية
الرشتة الجزائرية هي واحدة من الأطباق التقليدية المميزة في المطبخ الجزائري. يتكون هذا الطبق من ريشتا، وهي نوع من العجائن الرقيقة، ويُقدَّم مع صلصة بيضاء بنكهة القرفة.

## طريقة التحضير
المكونات الرئيسية لإعداد الرشتة الجزائرية تشمل الريشة (المعكرونة) واللحم والدجاج والحمص  واللفت والكوسة.
الرشتة، كونها من الأطباق التقليدية في المطبخ الجزائري، تُعتبر من الأطباق المميزة التي يتم تناولها غالبًا في عيد الفطر، وكذلك خلال المهرجانات الدينية مثل المولد النبوي وعاشوراء. كما تُقدَّم في المناسبات العائلية الخاصة مثل المعمودية والخطوبة وحفلات الزفاف.

## الملاحظات والمراجع
1. 1 2 3 4 5  « Calendrier hégirien : Awal Moharram 1434 c'est aujourd'hui », El Moudjahid, 15 novembre 2012.
2. ↑  Selim M'sili, « Day Iftar », L'Expression, 21 août 2012. نسخة محفوظة 2019-12-19 على موقع واي باك مشين.